# Златопільські катакомби

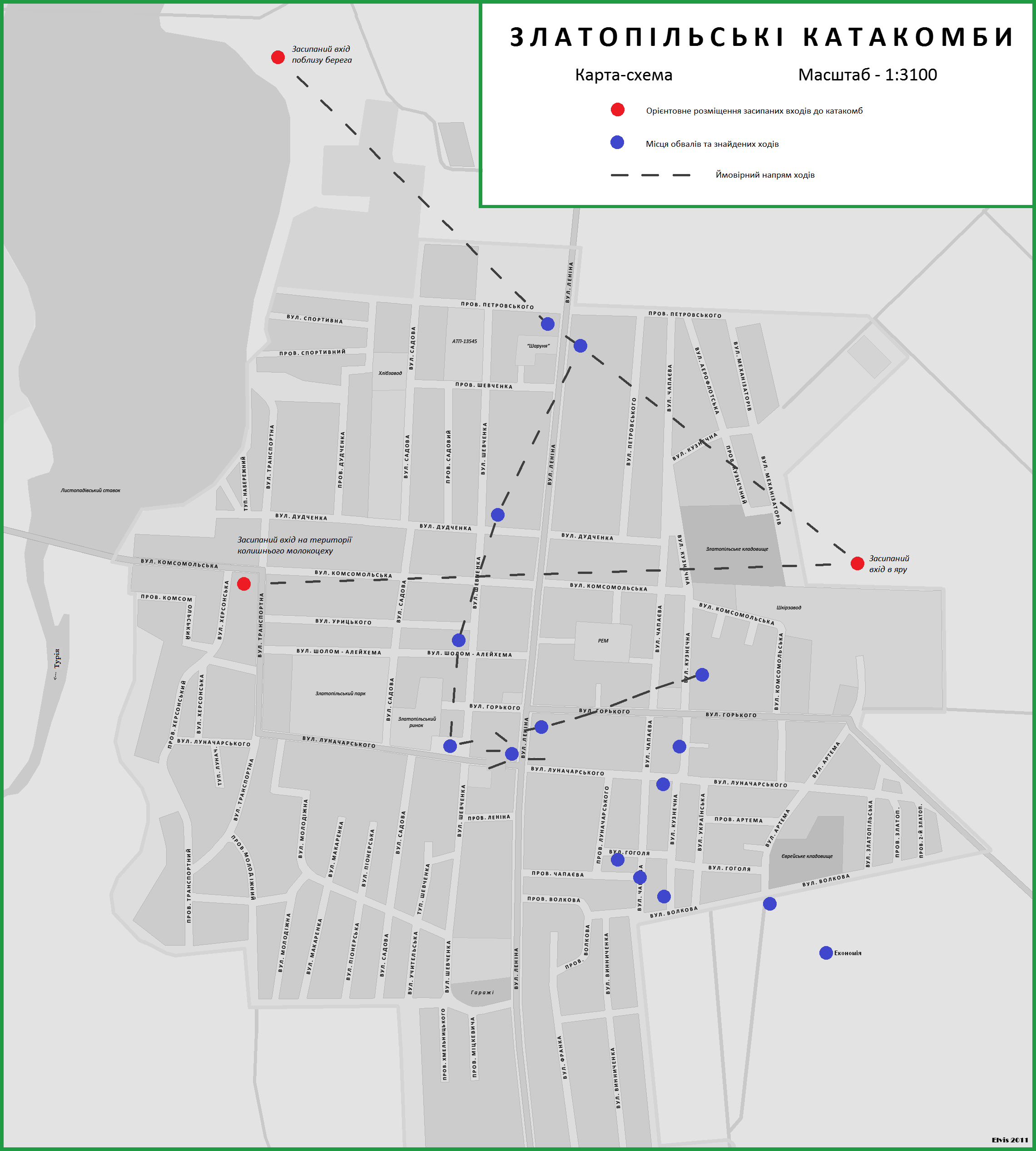
Схема катакомб на карті Златополя

Зла́топільські катако́мби — мережа підземних ходів під Златополем (територія сучасного Новомиргорода) на Кіровоградщині.

## Історія
Початок будівництва катакомб точно не визначений. Його датують кінцем XVII — серединою XVIII століття. За даними краєзнавця І. К. Бойка, воно відбувалось під керівництвом польського губернатора, який мав свою резиденцію в сусідньому селі Турія. Оскільки Гуляйпіль в той час було мало заселеним, всі роботи по будівництву виконувались мешканцями прилеглих сіл, зокрема Турії. Ймовірно, катакомби використовувались для переховування місцевого населення під час численних ворожих набігів.

## Опис
Катакомби розміщувались на глибині 3-4 м під землею. Є свідчення про дев'ятиметрову глибину їх залягання (під платформою теперішньої автостанції). Ходи робились у формі тунелів, були досить вузькими і розрахованими на людину середнього зросту. За переказами, деякі з галерей дозволяли вільно проскакати вершнику, ширина ж могла дорівнювати трьом вершникам разом. Перехрестя ходів утворювали своєрідні зали. Повітря в них було свіжим завдяки продуманій системі вентиляції.

## Розташування
Ходи катакомб були чітко спланованими і являли собою цілісну систему. На заході вони розпочинались на березі ставка, поблизу маєтку Лопухіних, а на сході виходили за містом в яру неподалік сучасного кладовища.

## Сучасний стан
В наш час всі входи до катакомб завалені. Періодично (востаннє в лютому 2016 року) подекуди трапляються обвали споруд приватних домоволодінь над катакомбами.